# Anthurium cerrateae
Anthurium cerrateae är en kallaväxtart som beskrevs av Thomas Bernard Croat och Lingán. Anthurium cerrateae ingår i släktet Anthurium och familjen kallaväxter. Inga underarter finns listade.